# Jørgen Peder Hansen
Jørgen Peder Hansen, född 2 december 1923 på Thurø, död 15 februari 1994, var en dansk socialdemokratisk politiker, minister och diplomat.

## Bakgrund
Jørgen Peder Hansen var son till styrmannen Jens Jørgen Hansen (1884-1923) och Anna Caroline Pedersen. Fadern gick under med sitt fartyg då det träffade en mina från första världskriget utanför Göteborg 1923. Jørgen Peder Hansen fick från tidig ålder bidra till hemmets försörjning, bl.a. som tidningsbud. Det politiska intresset växte genom läsningen av den konservativa tidningen Nationaltidende och genom diskussioner med Socialdemokratiets lokala partiordförande Hans Jørgen Hansen. Efter att ha tagit realexamen 1940 arbetade han som trädgårdsmästare och kontorist. Han blev elev på det danska tullverket 1942 och stannade där till 1975, då han uppnått titeln tullkontrollant. Han arbetade även som fritidslärare (1956-1961) och som lärare på arbetarskolan i Köpenhamn (1961-1963). Han gifte sig 1948 med Lizie Løndahl.
Hansen var ordförande för Socialdemokratiets partiavdelning i Svendborg (1958-1961) och Svendborgs valkrets (1960-1963). Han blev vald till Folketinget första gången 1960 och tog sig särskilt an tjänstemannafrågor då han var ordförande för Socialdemokratiets funktionärs- och tjänstemannautskott (1969-1973). Med tiden blev utrikesfrågorna dominerande: han var ledamot i Europarådet (1965-1972), Nordiska rådet (1971) och Grønlandsrådet (1971) samt delegat i FN (1972). Han innehade ordförandeskapet för Det Udenrigspolitiske Nævn (1971-1973), Folketingets utrikesutskott (1971-1975) och marknadsutskott (numera Europautskottet, 1973-1974).

## Minister och generalkonsul
1975 utsågs Hansen till kyrkominister och minister för Grönland i Anker Jørgensens andra regering. Det var som minister för Grönland som han kom att göra störst skillnad. Han tillsatte i oktober 1975, tillsammans med det grönländska landsrådet, en kommission om grönländskt självstyre. Denna bestod av sju politiker från Grönland, sju politiker från Danmark och en oberoende dansk ordförande, Isi Foighel. Kommissionen lade fram sitt betänkande i maj 1978 och innebar i stort att Grönlands självstyre utökades gradvis (vilket resulterade i att Grönlandsministeriet lades ned 1987) på de flesta politiska områden utom utrikes- och försvarspolitiken, samt vissa justitiepolitiska och ekonomiska områden. Kommissionens förslag röstades igenom i Folketinget i november 1978, endast Fremskridtspartiet och Venstresocialisterne röstade emot. En folkomröstning genomfördes på Grönland i januari 1979 där 70 % av de röstande röstade för ett grönländskt självstyre.
Hansen lämnade regeringen 1981 för att bli generalkonsul i Flensburg, ett ämbete han innehade till 1993. Under sin politiska karriär innehade han flera styrelseuppdrag, däribland som ledamot i Teknisk skole och Maskinmesterforeningen. Han var skolrådsordförande i Sømandshøjskolen i Svendborg och landsordförande för Teknisk Skoleforening. Han var även styrelseordförande i Nuna Oil A/S fram till sin död. På fritiden verkade han som målare och tecknare.